# Koleopterologia

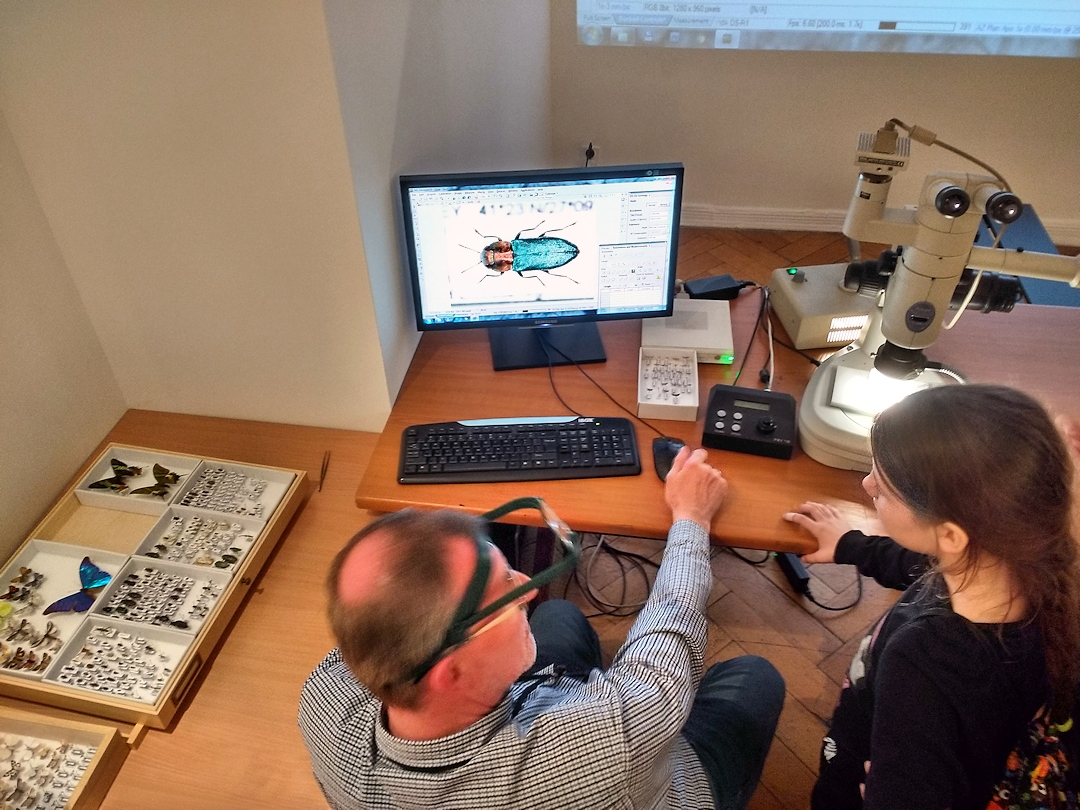
Chrząszcz prezentowany przez entomologa przy użyciu mikroskopu cyfrowego

Koleopterologia (gr. koleopteros – 'chrząszcz', lógos – 'mowa, słowo') – dział entomologii zajmujący się badaniem owadów z rzędu chrząszczy (Insecta: Coleoptera). Naukowcy zajmujący się badaniami chrząszczy to koleopterolodzy.